# Episodi di Bronco (terza stagione)
La terza stagione della serie televisiva Bronco è andata in onda negli Stati Uniti dal 17 ottobre 1960 all'8 maggio 1961 sulla ABC.
| nº | Titolo originale    | Prima TV USA     |
| -- | ------------------- | ---------------- |
| 1  | The Mustangers      | 17 ottobre 1960  |
| 2  | Apache Treasure     | 7 novembre 1960  |
| 3  | Seminole War Pipe   | 12 dicembre 1960 |
| 4  | Ordeal at Dead Tree | 2 gennaio 1961   |
| 5  | The Invaders        | 23 gennaio 1961  |
| 6  | Buckbrier Trail     | 20 febbraio 1961 |
| 7  | Yankee Tornado      | 13 marzo 1961    |
| 8  | Manitoba Manhunt    | 3 aprile 1961    |
| 9  | Stage to the Sky    | 24 aprile 1961   |
| 10 | Guns of the Lawless | 8 maggio 1961    |

## The Mustangers
- Prima televisiva: 17 ottobre 1960
- Diretto da: Robert Altman

### Trama
- Guest star: Kenneth Tobey (Campbell), Arch Johnson (Gunlock), Whitney Blake (Laurel Shelton), Robert Ridgely (Jimmy Smith), Michael Keene (Abner Shelton)

## Apache Treasure
- Prima televisiva: 7 novembre 1960
- Diretto da: Robert B. Sinclair
- Scritto da: Charles Smith

### Trama
- Guest star: Chad Everett (tenente Finley), Ed Prentiss (maggiore Keever), Richard Hale (Chief Victorio), Buddy Ebsen (sergente Cass), Mort Mills (Hickins)

## Seminole War Pipe
- Prima televisiva: 12 dicembre 1960
- Diretto da: Robert Sparr

### Trama
- Guest star: Robert Warwick (Akacita), Don Wilbanks (caporale Tyrone), Anna Kashfi (principessa Natula), Dean Fredericks (Grey Wolf), Frank Wilcox (Baylor), Robert Palmer (John Jumper)

## Ordeal at Dead Tree
- Prima televisiva: 2 gennaio 1961
- Diretto da: Robert Sparr

### Trama
- Guest star: Trent Dolan (Roy Anders), Mary Newton (Mrs. Lloyd), Frank Ferguson (Marshal Harrod), Merry Anders (Lucy Follett), Lenmana Guerin (Conchita), Dorothy Neumann (Prudence Harrod)

## The Invaders
- Prima televisiva: 23 gennaio 1961
- Diretto da: William J. Hole

### Trama
- Guest star: Joan Marshall (Lucille), Gary Vinson (bandito), Walter Sande (Marshal Steve Durrock), Shirley Knight (Molly Durrock), Gerald Mohr (Mace Tilsey)

## Buckbrier Trail
- Prima televisiva: 20 febbraio 1961
- Diretto da: Robert Sparr
- Scritto da: William Bruckner
- Soggetto di: Ray Hogan

### Trama
- Guest star: Denver Pyle (Norton Gillespie), Paul Birch (Marshal Kilgore), Mike Road (tenente Blyden), Sandra Gale Bettin (Ruth Gillespie), Michael Keep (Walter Ruick), Ray Danton (Deputy Larkin)

## Yankee Tornado
- Prima televisiva: 13 marzo 1961
- Diretto da: Lee Sholem
- Scritto da: Warren Douglas

### Trama
- Guest star: Whitney Blake (Julie), John Alvin (Jim March), Tristram Coffin (George Mayfield), Peter Breck (Theodore Roosevelt), Lee Van Cleef, Don Haggerty (Paddock), Will Hutchins (Tom Brewster)

## Manitoba Manhunt
- Prima televisiva: 3 aprile 1961

### Trama
- Guest star: Judson Pratt (Marlow), John Baer (Coil), Jacqueline Beer (Celeste Powell), Felix Deebank (caporale Scott), Jackie Searl (Spaulding), Frederick Ledebur (Baptiste Leblanc), Richard Garland (Dana Powell)

## Stage to the Sky
- Prima televisiva: 24 aprile 1961

### Trama
- Guest star: Charles Fredericks (Mike), Ron Corsi (Cass Jones), Kent Taylor (Billy Rawlins), Bing Russell (Johnny Rawlins), Joan Marshall (Molly Rawlins)

## Guns of the Lawless
- Prima televisiva: 8 maggio 1961
- Diretto da: Richard C. Sarafian
- Scritto da: William L. Stuart

### Trama
- Guest star: Olive Sturgess (Virginia), Corey Allen (Gander), Fred Beir (Joe Spain), Morris Ankrum (Gilbert Groves), Denver Pyle (Petrie Munger)